# Buta Ranquil
Pour les articles homonymes, voir Buta (homonymie) et Ranquil.

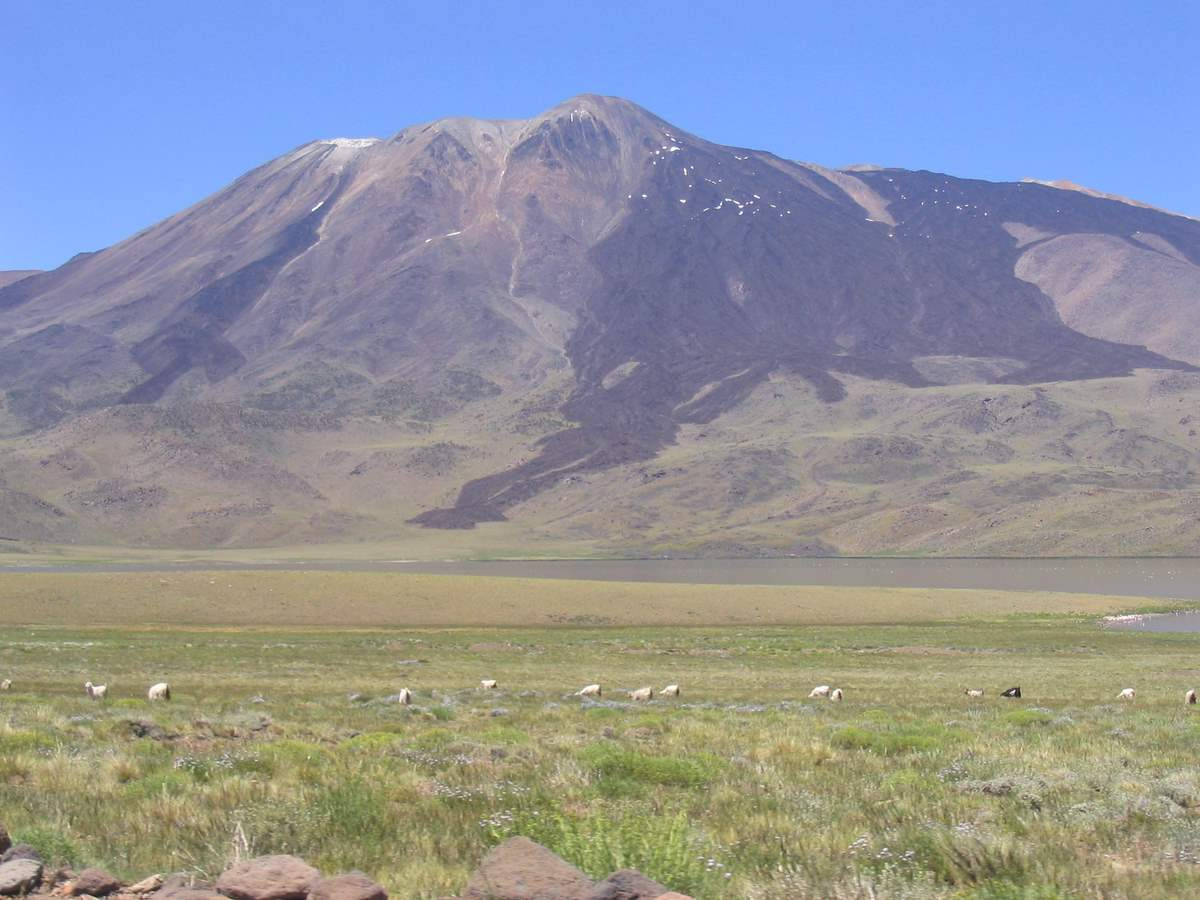
Le volcan Tromen à Buta Ranquil (3.978 mètres)

Buta Ranquil est une localité d'Argentine du département de Pehuenches, dans la 
province de Neuquén. Elle se trouve au pied du volcan Tromen (3,978 mètres) sur les rives du río Colorado.
Elle est située à 100 km de la ville de Chos Malal par la route nationale 40, et à 110 de Rincón de los Sauces. Son altitude est de 987 mètres.
Elle comptait 1.621 habitants au recensement de 2001, ce qui représentait un accroissement de 
120,5 % par rapport aux 735 habitants recensés en 1991.